# داريوس ديفو
داريوس ديفو (بالإنجليزية: Darius Defoe)‏ مواليد 30 أكتوبر 1984 في دومينيكا، هو لاعب كرة سلة بريطاني بدأ مسيرته الاحترافية في سنة 2004 يلعب مع فريق نيوكاسل إيجلز في دوري كرة السلة البريطاني ويحمل الرقم 13.